# Arvier
Arvier ist eine italienische Gemeinde in der autonomen Region Aostatal. Die Gemeinde zählt 806 Einwohner (Stand 31. Dezember 2023), liegt auf der orographisch rechten Seite der Dora Baltea auf einer mittleren Höhe von 776 m s.l.m. und verfügt über eine Größe von 33 km². Die Einwohner werden Arvelains genannt.
Arvier besteht aus den Ortsteilen Baise-Pierre, Chamençon, Chamin, Chez-les-Fournier, Chez-les-Garin, Chez-les-Moget, Chez-les-Roset, Chez-les-Thomasset, Grand-Haury, La Crête, La Ravoire, Léverogne, Mécosse, Petit-Haury, Planaval, Rochefort, Verney. Die Nachbargemeinden heißen Avise, Introd, La Thuile, Rhêmes-Saint-Georges, Saint-Nicolas, Valgrisenche und Villeneuve.
Arvier ist ein wichtiger Weinbauort im Tal. Hier wird der Enfer d’Arvier, ein Rotwein mit dem Status einer Denominazione di origine controllata hergestellt.
Die Pfarrkirche wurde bereits in päpstlichen Urkunden des 13. Jahrhunderts erwähnt.
Während der Zeit des Faschismus trug das Dorf den italianisierten Namen Arviè.

## Sehenswürdigkeiten
- Castello di La Mothe
- Castello di Montmayeur

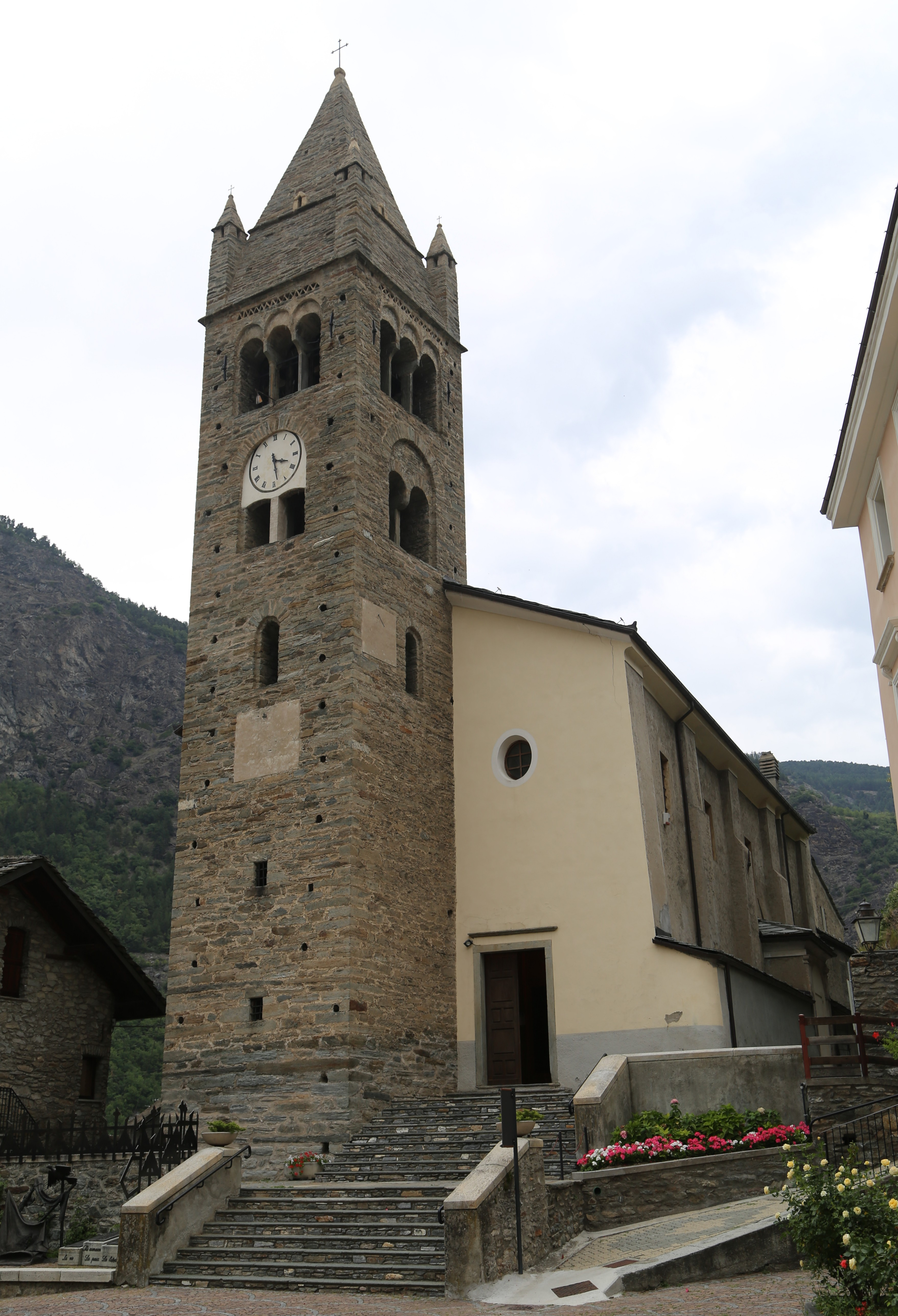
St. Sulpicius-Kirche
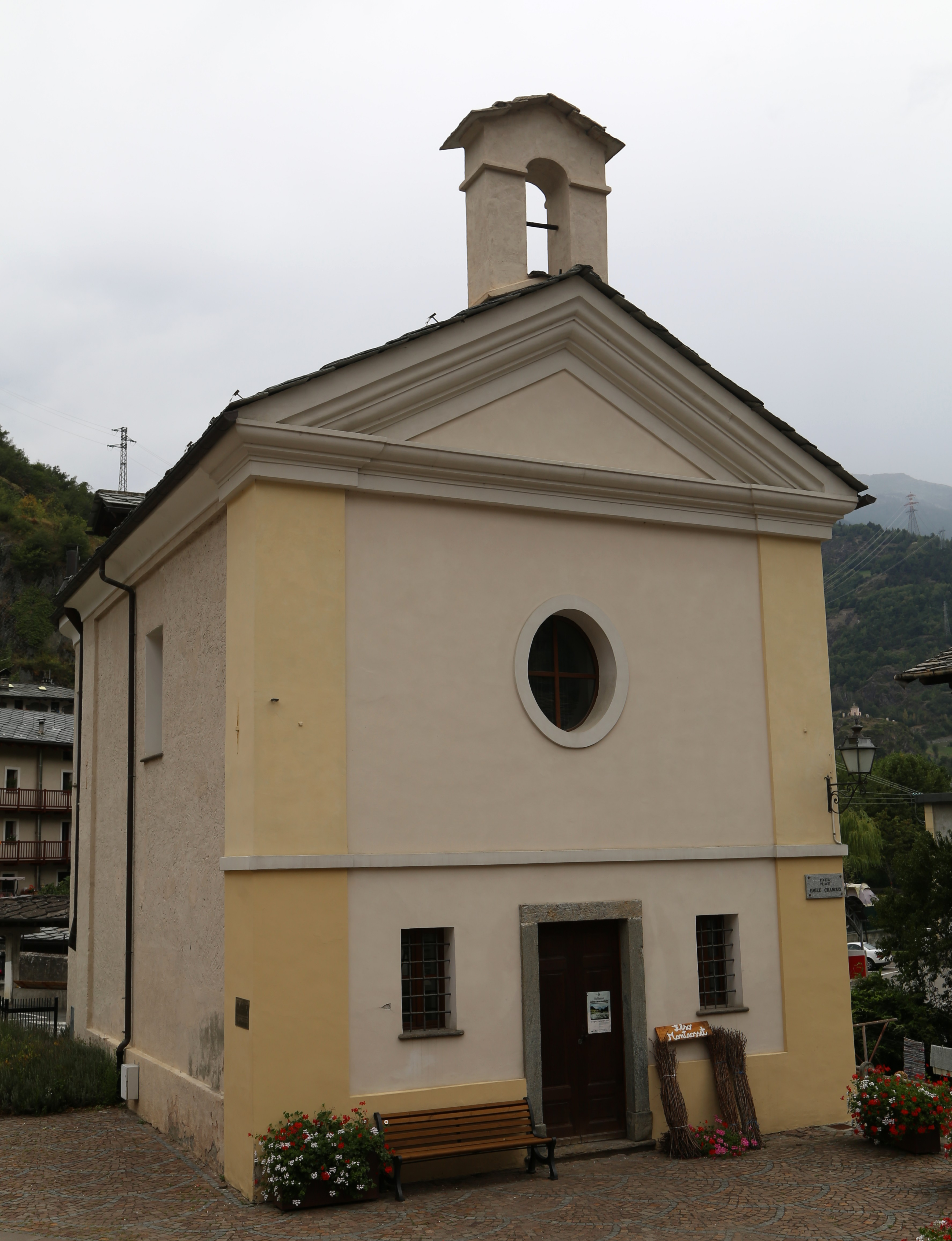
Kapelle St. Joseph

## Persönlichkeiten
- Ambroise Garin (1875–1969), französisch-italienischer Radrennfahrer
- César Garin (1879–1951), französisch-italienischer Radrennfahrer

## Weblinks

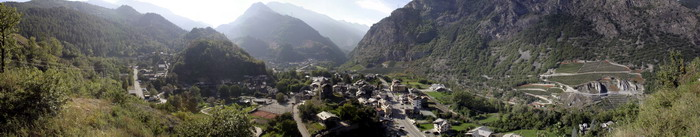
Blick auf Arvier